# Шексна (річка)

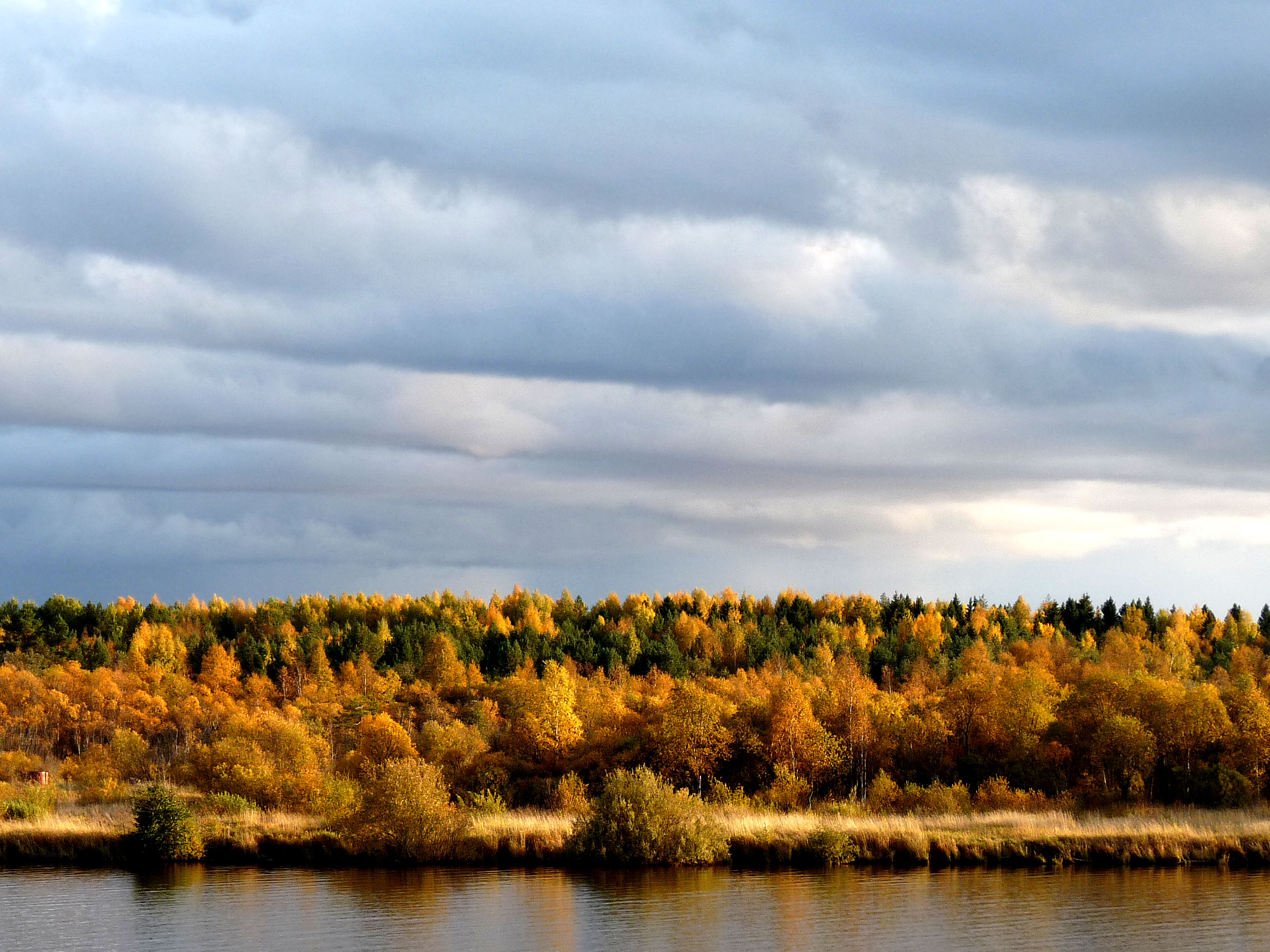
Ріка Шексна біля Білого озера

Шексна (рос. Шексна) — річка у Вологодській області Росії, ліва притока Волги. Довжина — 139 км, площа басейну 19 тис. км². Бере початок з Білого озера, впадає в Рибінське водосховище. В гирлі знаходиться місто Рибінськ.

## Етимологія
Походження слова «Шексна» не відоме. Схожі слова: фін. hähnä — «дятел», ерз. šekšej — «строкатий дятел».

## Історія
У XI—XIV століттях біля витоку річки стояло давньоруське місто Білоозеро, відоме з 862 року. Згідно з «Повістю врем'яних літ», у ньому правив Синеус, один із братів Рюрика. Згодом, у XIV столітті, місто було перенесене на місце сучасного розташування, а у XVIII столітті перейменоване на Білозерськ. Тепер це районний центр Вологодської області.

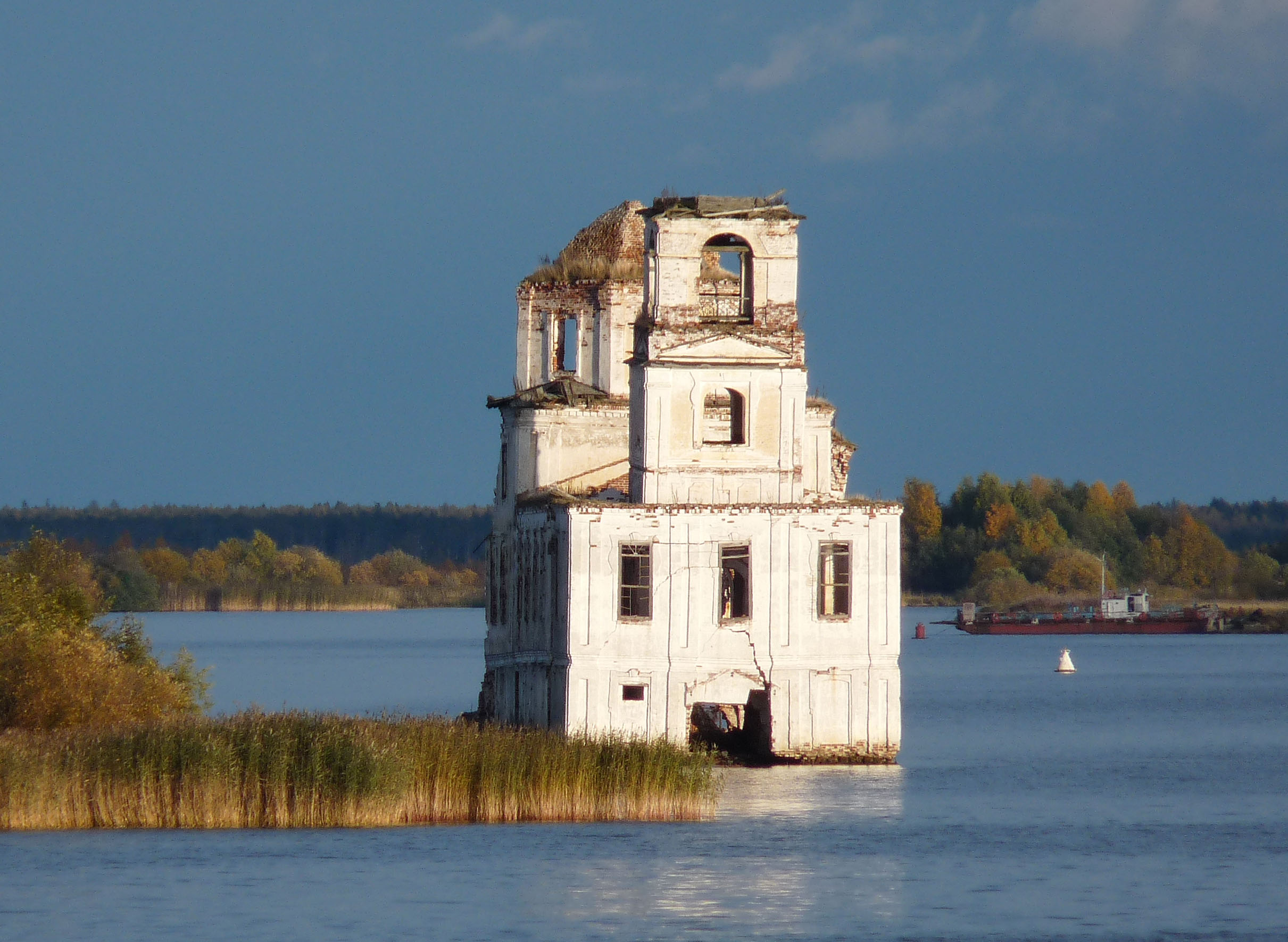
Церква на Шексні

## Опис
До середини XX століття Шексна мала довжину близько 395 км, але на початок ХХІ сторіччя вона як власне річка збереглася лише на невеликому відрізку від селища Шексна до міста Череповця (це найбільші населені пункти на ній), оскільки верхня течія річки затоплена водами Шекснинського (Череповецького) водосховища, а нижня — Рибінського водосховища. Живлення переважно снігове. Середня витрата води за 28 км від гирла 172 м³/с. Замерзає наприкінці жовтня — грудні, скресає в квітні — початку травня.
Входить до складу Волго-Балтійського водного шляху та Північно-Двінської водної системи. На річці 2 гідровузли — Шекснинська ГЕС і Рибинська ГЕС.
На березі річки в селі Гориці (за 6 км від Кирило-Білозерського монастиря) розташований Горицький монастир.